# Machaerota
Machaerota är ett släkte av insekter. Machaerota ingår i familjen Machaerotidae.

## Dottertaxa tillMachaerota, i alfabetisk ordning[1]
- Machaerota ampliata
- Machaerota andamanensis
- Machaerota assamensis
- Machaerota attenuata
- Machaerota brunnipes
- Machaerota choui
- Machaerota confusa
- Machaerota conicapita
- Machaerota convexa
- Machaerota coomani
- Machaerota coronata
- Machaerota discreta
- Machaerota elegans
- Machaerota ensifera
- Machaerota esakii
- Machaerota exaggerata
- Machaerota finitima
- Machaerota flavolineata
- Machaerota formosana
- Machaerota foveata
- Machaerota fukienicola
- Machaerota fusca
- Machaerota humboldti
- Machaerota jiangxiensis
- Machaerota latior
- Machaerota longiscutata
- Machaerota luzonensis
- Machaerota mindanaensis
- Machaerota moluccana
- Machaerota nigrifrons
- Machaerota notoceras
- Machaerota palawana
- Machaerota pandata
- Machaerota philippinensis
- Machaerota propria
- Machaerota pugionata
- Machaerota punctatonervosa
- Machaerota rastrata
- Machaerota shaanxiensis
- Machaerota siebersi
- Machaerota signatipennis
- Machaerota spangbergii
- Machaerota subnasuta
- Machaerota taiheisana
- Machaerota takeuchii
- Machaerota virescens
- Machaerota woodlarki
- Machaerota yunnanensis